# Маттео Молінарі
Маттео Молінарі (італ. Matteo Molinari, пол. Mateusz Molinari, лат. Matthaeus Molinari; 20 вересня 1778, Мілан — 19 листопада 1861, Стара Весь, Галичина) — діяч католицької церкви і Ордену єзуїтів; доктор теології, викладач.

## Біографія
Вступив до Товариства Ісуса 4 жовтня 1804 року в Полоцьку і протягом наступних двох років проходив випробування в Полоцькому навіціаті. Професор французької мови у Ворші (1806—1807) і регент канвікту у Вітебську (1807—1811). У 1811—1814 рр. був у складі 12 місіонерів, відправлених до Одеської місії, де розпочалася апостольська діяльність серед місцевих італійських і німецьких іммігрантів.
У 1814 р. повернувся до Білорусі. 2 лютого 1815 року склав вічні обіти. Працював у Полоцькій єзуїтській академії: професор св. Письма, церковної історії і стародавніх мов (1814—1816), іврит, грецька і французька (1818—1819), іврит та грецька мова, німецька література (1819—1820); декан факультету мов (1815—1817, 1818—1820) та цензор друкарні (1816—1817). У 1817—1818 рр. був регентом канвікту в Орші.
Після вигнання єзуїтів з Російської імперії (1820) поїхав до Італії. Але у 1823 році переїхав до Галичини, де викладав св. Письмо, іврит та грецька мова в Старій Весі (1823—1826) та Тиньці (1826 —1831). Останні десятиліття свого життя страждав від хронічного захворювання.
Помер у Старій Весі 19 листопада 1861 року.